# Гилянская советская социалистическая республика
Гилянская Советская Социалистическая Республика (тал. Gilana Sovetina Sosialistina Respublika, гил. گیلانˇ شؤرایي جؤمۊري; перс. جمهوری شوروی سوسیالیستی گیلان‎ — jomhuri-ye šuravi-ye sosiâlisti-ye gilân, известна также как Гилянская республика или Персидская Советская Республика) — советская республика, существовавшая в иранском остане Гилян с июня 1920 по сентябрь 1921.

## Предыстория
В ходе Конституционной революции в Иране с 1909 года до самого её конца в 1911 году важным центром революции являлся остан Гилян. Год спустя после революции в лесах остана сформировалось движение дженгелийцев (от персидского дженгель — лес). Его участники — прогрессивные либералы, конституционные демократы из интеллигенции, крестьяне и батраки, мелкая городская и сельская буржуазия всех национальностей: талыши, туркмены, азербайджанцы, курды, персы.
В апреле 1920 года по всему Северному Ирану под руководством шейха Мохаммеда Хиабани поднялось восстание против иранского правительства и поддерживающих его британцев, которое было разгромлено в сентябре этого же года в городе Тебриз.
17 мая 1920 года из Баку вышла Волжско-Каспийская военная флотилия под командованием Фёдора Раскольникова и Серго Орджоникидзе и взяла курс на Энзели, где находились корабли, уведённые белогвардейцами Деникина из русских портов. 18 мая флотилия выдвинула ультиматум британским войскам, занимавшим город Энзели, по его истечении начались боевые действия, британцы и белогвардейцы отступили. Советская Россия вернула контроль над кораблями. Лёгкая победа и благоприятное отношение населения к изгнанию шахских властей и поддерживающей их английской миссии породили у большевиков надежды на установление дружественного просоветского правительства в регионе.

## История
Воспользовавшись моментом, 4 июня 1920 года отряды дженгалийцев под командованием националиста Мирзы Кучек-хана заняли г. Решт — столицу остана Гилян. 5 июня, после переговоров с советскими представителями, там же была провозглашена Гилянская Советская республика, при условии невмешательства Советской России в её внутренние дела.
Были сформированы Реввоенсовет республики, правительство и армия. Главой республики был назначен Кучек-хан, комиссаром иностранных дел — Сеид Джафар Пишевари, главнокомандующим создаваемой армии Персидской Советской Республики — Василий Каргалетели. В августе 1920 года армия республики предприняла наступление на соседнюю провинцию Зенджан с перспективой на Тегеран, но была отброшена иранскими войсками.
9 июня Кучек-хан был вынужден уйти из революционного правительства, так как не поддержал аграрную реформу. Новое правительство было сформировано при участии коммунистов. Началось проведение земельной реформы, была развёрнута активная антирелигиозная пропаганда.
20 сентября 1920, вернув уведённый белогвардейцами флот, правительство РСФСР приняло решение о сворачивании своей военной операции в Иране и приступило к переговорам с шахским правительством. 26 февраля 1921 г. был заключён советско-иранский договор о постепенном выводе советских войск. Согласно договору, советские войска начали покидать Гилян с апреля и были полностью выведены к 8 сентября 1921.

## Падение республики
Кучек-хан, опиравшийся на помещиков и духовенство, вновь возглавил правительство республики в мае 1921. 8 мая её армия получила название Персидской Красной армии. А 5 июня сама республика была переименована в Персидскую Советскую Социалистическую Республику. В июне же был предпринят повторный поход в провинции Мазендеран, Зенджан и попытка овладеть Тегераном, но вновь неудачно.
Затем, опасаясь усилившегося влияния компартии и развития революционных событий, Кучек-хан организовал переворот 29 сентября 1921 г. и уничтожил своих главных политических противников, в том числе Хайдара Амуоглы. В республике началась гражданская война. 2 ноября, воспользовавшись смутой, её заняли войска иранского правительства.
Мирза Кучек-хан бежал и погиб от холода в горах. Его голову выставили на всеобщее обозрение в г. Решт.

## В культуре
- В Персидскую Республику в апреле-августе 1921 ездил Велимир Хлебников, работавший в частях РККА лектором и нанявшийся учителем к детям местного хана. Результатом поездки стал цикл стихотворений и поэма «Труба Гуль-Муллы»[7].
- Событиям в Гилянской республике посвящены роман Ю. Л. Слезкина «Бронзовая луна» (1927), а также азербайджанский фильм «Дочь Гиляна» (1928), основанный на этом романе.
- Параллельно с фильмом был опубликован одноименный рассказ азербайджанского писателя Сеида Гусейна[8].